# Ибрахим Ругова
Ибрахим Ругова (алб. Ibrahim Rugova; Црнце, 2. децембар 1944 — Приштина, 21. јануар 2006) био је албански интелектуалац и политичар сепаратиста са Косова и Метохије. Први је председник Демократског савеза Косова и самопроглашене Републике Косово.
Отац Ибрахима Ругове, Ук Ругова, и деда по оцу Рустем Ругова били су нацистички колаборационисти (балисти). Јануара 1945. године обојица су стрељана од стране комунистичких власти.

## Биографија
Рођен је 2. децембра 1944. године у албанској породици у месту Црнце, у општини Исток. Основну школу је завршио у Истоку, а средњу у Пећи. Дипломирао је 1971. и пет година касније магистрирао албанску књижевност на Универзитету у Приштини, на коме је 1984. године и докторирао. Бавио се теоријом књижевности и књижевном критиком. Био је дугогодишњи председник Друштва књижевника Косова, које су 1989. напустили писци српске и муслиманске националности. Био је активни учесник демонстрација 1968. године на Приштинском универзитету. Био је председник самопроглашене Републике Косово и, од оснивања до смрти, био председник највеће албанске политичке странке на Косову и Метохији, Демократског савеза Косова.
Познат је по заговарању мирних протеста против српских власти за време Слободана Милошевића, због чега су га неки назвали „балканским Гандијем”. Био је ожењен Фаном са којом је имао троје деце. Дугогодишњи пушач, Ругова је лета 2005. године сазнао да болује од рака плућа. Преминуо је 21. јануара, а сахрањен 26. јануара 2006. године у Приштини.